# L'Île-Bizard–Sainte-Geneviève
L'Île-Bizard–Sainte-Geneviève es un distrito de Montreal. Está compuesto por los antiguos municipios de L'Île-Bizard y de Sainte-Geneviève. El primero es una isla separada, la más grande de la ciudad de Montreal sin contar la Isla de Montreal misma, y el segundo es una pequeña área de la isla de Montreal. Sainte-Geneviève comparte frontera terrestre con el distrito de Pierrefonds-Roxboro.
El distrito tiene una población de 17.139 habitantes.